# Остржец
Остржец (пол. Ostrzec) — польский дворянский герб. Внесён в Часть 2 Сборника дипломных гербов Польского Дворянства, невнесенных в Общий Гербовник, № 55

## Описание
В лазоревом поле с золотой каймой шпага, остриём вниз и красный флажок остриём вверх, накрест сложенные. Справа и слева по одной серебряной звезде.
На щите дворянский коронованный шлем. Нашлемник: три белых пера.

## Герб используют
Григорий Томашинский, г. Остржец, жалован 26.02.1830 дипломом на потомственное дворянское достоинство Царства Польского. 